# Horst Michael Neutze
Horst Michael Neutze (* 17. November 1923 in Hannover; † 19. November 2006 in Hamburg) war ein deutscher Schauspieler. Er war Theaterschauspieler, jedoch auch als Filmschauspieler bekannt, der im Fernsehen vor allem Ganoven und Kriminalkommissare verkörperte.

## Leben
Horst Michael Neutze – Sohn des Justizsekretärs Johann Neutze und seiner Frau Else Neutze, geb. Radke – war der Bruder der Schauspieler Hanns Lothar (Neutze) und Günther Neutze. Die drei Brüder traten nur in einem einzigen Film zusammen auf, nämlich in dem Jürgen-Roland-Krimi Polizeirevier Davidswache (1964). Zwei Jahre darauf konnte man das Trio in dem Kriminal-Hörspiel Reiche Leichen sind die Besten von Harald Vock hören.
Nach der Schule nahm Horst Michael Neutze Schauspielunterricht bei Hans Ebert. Sein erstes Engagement erhielt er in der Spielzeit 1946/47 am Stadttheater Aschaffenburg. 1947 bis 1949 wirkte er an den Städtischen Bühnen Bielefeld, 1949 und 1950 Staatstheater Darmstadt, 1950 bis 1961 an den Bühnen der Landeshauptstadt Kiel und von 1961 bis 1966 bei Willy Maertens und Kurt Raeck am Thalia Theater in Hamburg. Seither war er freischaffend. Als Theaterregisseur arbeitete Neutze an den Bühnen der Hansestadt Lübeck.
Einem großen Publikum wurde er durch zahlreiche Rollen in Spielfilmen, Fernsehspielen und Fernsehserien wie Stahlnetz, Dem Täter auf der Spur, Das Kriminalmuseum, Hafenpolizei oder Derrick bekannt. Er spielte meist raubeinige Typen, oft Ganoven, aber auch unerschrockene Gesetzeshüter. Ende der 1980er Jahre verkörperte er viermal den Kriminalkommissar Schreitle, Bienzles Vorgänger im Stuttgarter Tatort des Süddeutschen Rundfunks.
Neutze wirkte auch als Synchronsprecher, lieh für Hörspiele über 500 Figuren seine Stimme. 1994 trat er das letzte Mal in TV-Serien wie Faust und Der Nelkenkönig auf.
Horst Michael Neutze war seit 1969 verheiratet und lebte in Hamburg.

## Filmografie
Film
- 1962: Parlez-vous français?
- 1964: Polizeirevier Davidswache
- 1964: Haben
- 1965: Die Chinesische Mauer
- 1966: 4 Schlüssel
- 1966: Die Rechnung – eiskalt serviert (Jerry-Cotton-Film)
- 1967: Der Mörderclub von Brooklyn (Jerry-Cotton-Film)
- 1969: Nennen Sie mich Alex
- 1971: Ein Vogel bin ich nicht
- 1971: Glückspilze
- 1977: Tatort: Spätlese
- 1978: Tatort: Trimmel hält ein Plädoyer
- 1979: Tatort: Alles umsonst
- 1979: Fallstudien
- 1979: Hatschi!! (Fernsehspiel)
- 1980: Tatort: Streifschuß
- 1981: Jeans
- 1981: Familientag
- 1982: Leben im Winter
- 1982: Die Stunde des Löwen
- 1982: Tatort: Trimmel und Isolde
- 1983: Satan ist auf Gottes Seite
- 1983: Gefährliches Spiel
- 1985: Tatort: Irren ist tödlich (Kommissar Geerke)
- 1985: Der Fehler des Piloten
- 1987: Evelyn und die Männer
- Tatort (als Kriminalhauptkommissar Schreitle)
  - 1986: Einer sah den Mörder
  - 1987: Eine Million Mäuse
  - 1988: Sein letzter Wille
  - 1988: Tödlicher Treff

Serien
- 1963: Hafenpolizei
- 1964: Stahlnetz: Rehe
- 1965: Das Kriminalmuseum – Das Nummernschild
- 1966: Das Kriminalmuseum – Das Etikett
- 1967: Das Kriminalmuseum – Kaliber 9
- 1967: Ein Fall für Titus Bunge – Der Millionencoup
- 1967: Dreizehn Briefe
- 1967: Landarzt Dr. Brock – Ernteball
- 1968: Polizeifunk ruft – Südfrüchte
- 1967: Dem Täter auf der Spur – Am Rande der Manege
- 1968: Dem Täter auf der Spur – Schrott
- 1970: Der Kommissar – Eine Kugel für den Kommissar
- 1974: Gemeinderätin Schumann
- 1972–1974: Hamburg Transit
- 1976: Den lieben langen Tag
- 1977: MS Franziska
- 1979: St. Pauli-Landungsbrücken
- 1980: Achtung Zoll!
- 1983: Die Krimistunde (Fernsehserie, Folge 8, Episode: "Der Fuß in der Tür")
- 1984: Die Krimistunde (Fernsehserie, Folge 11, Episode: "Lohn für ein schlechtes Gedächtnis")
- 1986: Die Krimistunde (Fernsehserie, Folge 21, Episode: "Crime")
- 1986: Derrick
- 1986: Geschichten aus der Heimat – Gift, Schnaps und Meeresleuchten
- 1987: Ein Fall für TKKG
- 1989: Ein Heim für Tiere (Fernsehserie, eine Folge)
- 1989: Der Landarzt
- 1990: Ein Fall für zwei
- 1994: Der Nelkenkönig
- 1994: Faust

## Hörspiele (Auswahl)
- 1963: Hans Daiber: Urlaub an der Front. Funkgroteske – Regie: Charlotte Niemann (Original-Hörspiel, Kurzhörspiel – RB)
- 1970: Raymond Chandler: Stichwort Goldfisch – Regie: Hermann Naber (Kriminalhörspiel – SWF/WDR)
- 1989: Fünf Freunde als Millionär Findler in Folge 24: Fünf Freunde im Fernsehen – Regie: Heikedine Körting (Europa)